# Bousignies
Bousignies és un municipi francès, situat a la regió dels Alts de França, al departament del Nord. L'any 2006 tenia 303 habitants. Limita al nord-est amb Rosult, al sud-est amb Millonfosse, al sud-oest amb Tilloy-lez-Marchiennes i al nord-oest amb Brillon.

## Demografia
| 1962                                       | 1968 | 1975 | 1982 | 1990 | 1999 | 2006 |
| ------------------------------------------ | ---- | ---- | ---- | ---- | ---- | ---- |
| 185                                        | 206  | 182  | 203  | 249  | 268  | 303  |
| Des de 1962: població sense dobles comptes |      |      |      |      |      |      |

## Administració
| Període | Identitat      | Partit |
| ------- | -------------- | ------ |
| 2006-   | Michel Dewitte |        |